# Ronde van Lombardije 1967
De Ronde van Lombardije 1967 was de 61e editie van deze eendaagse Italiaanse wielerwedstrijd, en werd verreden op zaterdag 21 oktober 1967. Het parcours leidde van Milaan naar Como en ging over een afstand van 266 kilometer. 
De Italiaan Franco Bitossi won door middel van een solo van vier kilometer.
De eindzege in de Super Prestige Pernod ging naar de Nederlander Jan Janssen.

## Uitslag
| Ronde van Lombardije 1967 |                   |                          |          |
| Plaats                    | Naam              | Ploeg                    | Tijd     |
| Winnaar                   | Franco Bitossi    | Filotex                  | 6u54'50" |
| 2                         | Felice Gimondi    | Salvarani                | + 0' 31" |
| 3                         | Raymond Poulidor  | Mercier-BP-Hutchinso     | z.t.     |
| 4                         | Wladimiro Panizza | Vitadello                | z.t.     |
| 5                         | Eddy Merckx       | Molteni                  | z.t.     |
| 6                         | Gianni Motta      | Peugeot-Michelin-BP      | + 0' 51" |
| 7                         | Guido De Rosso    | Vitadello                | z.t.     |
| 8                         | Raymond Delisle   | Peugeot-Michelin-BP      | + 1' 01" |
| 9                         | Jan Janssen       | Pelforth-Sauvage-Lejeune | + 1' 29" |
| 10                        | Bernard Guyot     | Pelforth-Sauvage-Lejeune | + 1' 31" |

1905 · 1906 · 1907 · 1908 · 1909 · 1910 · 1911 · 1912 · 1913 · 1914 · 1915 · 1916 · 1917 · 1918 · 1919 · 1920 · 1921 · 1922 · 1923 · 1924 · 1925 · 1926 · 1927 · 1928 · 1929 · 1930 · 1931 · 1932 · 1933 · 1934 · 1935 · 1936 · 1937 · 1938 · 1939 · 1940 · 1941 · 1942 · 1943 · 1944 · 1945 · 1946 · 1947 · 1948 · 1949 · 1950 · 1951 · 1952 · 1953 · 1954 · 1955 · 1956 · 1957 · 1958 · 1959 · 1960 · 1961 · 1962 · 1963 · 1964 · 1965 · 1966 · 1967 · 1968 · 1969 · 1970 · 1971 · 1972 · 1973 · 1974 · 1975 · 1976 · 1977 · 1978 · 1979 · 1980 · 1981 · 1982 · 1983 · 1984 · 1985 · 1986 · 1987 · 1988 · 1989 · 1990 · 1991 · 1992 · 1993 · 1994 · 1995 · 1996 · 1997 · 1998 · 1999 · 2000 · 2001 · 2002 · 2003 · 2004 · 2005 · 2006 · 2007 · 2008 · 2009 · 2010 · 2011 · 2012 · 2013 · 2014 · 2015 · 2016 · 2017 · 2018 · 2019 · 2020 · 2021 · 2022 · 2023 · 2024 · 2025